# Daya Murni (Tumi Jajar)
Daya Murni is een bestuurslaag in het regentschap Tulang Bawang Barat van de provincie Lampung, Indonesië. Daya Murni telt 7450 inwoners (volkstelling 2010).